# 夢 (狗)
夢（日语： Yume；2012年4月24日－）是俄羅斯總統佛拉迪米爾·普丁所擁有的一隻雌性秋田犬，為日本秋田縣在2012年送給普丁的禮物。

## 生平
日本秋田縣為答謝俄羅斯在311地震後提供的協助，在2012年7月將一隻三個月大（出生於2012年4月24日）的雌性秋田犬送給俄羅斯總統佛拉迪米爾·普丁，牠被普丁命為為「Yume」，在日語中意為夢想。其後普丁回贈秋田縣知事佐竹敬久一隻西伯利亞貓。
秋田犬受到日本人高度重視。據報導，除了普丁外，唯一被日本贈予秋田犬的外國人是美國教育家海倫·凱勒，在1937年獲贈一隻秋田犬。
2014年2月，普丁帶著將近2歲大的夢與日本首相安倍晉三會面，安倍稱讚牠是「好乖的狗」，普丁則回應「但牠有時候也會咬人」。
2016年12月，日本政府打算再送一隻雄性秋田犬給普丁，但遭普丁婉拒。
2016年12月13日，普丁帶著夢接受日本電視台和《讀賣新聞》的記者採訪，未料夢被閃光燈嚇著而開始狂吠，最後被帶離現場。

## 圖輯

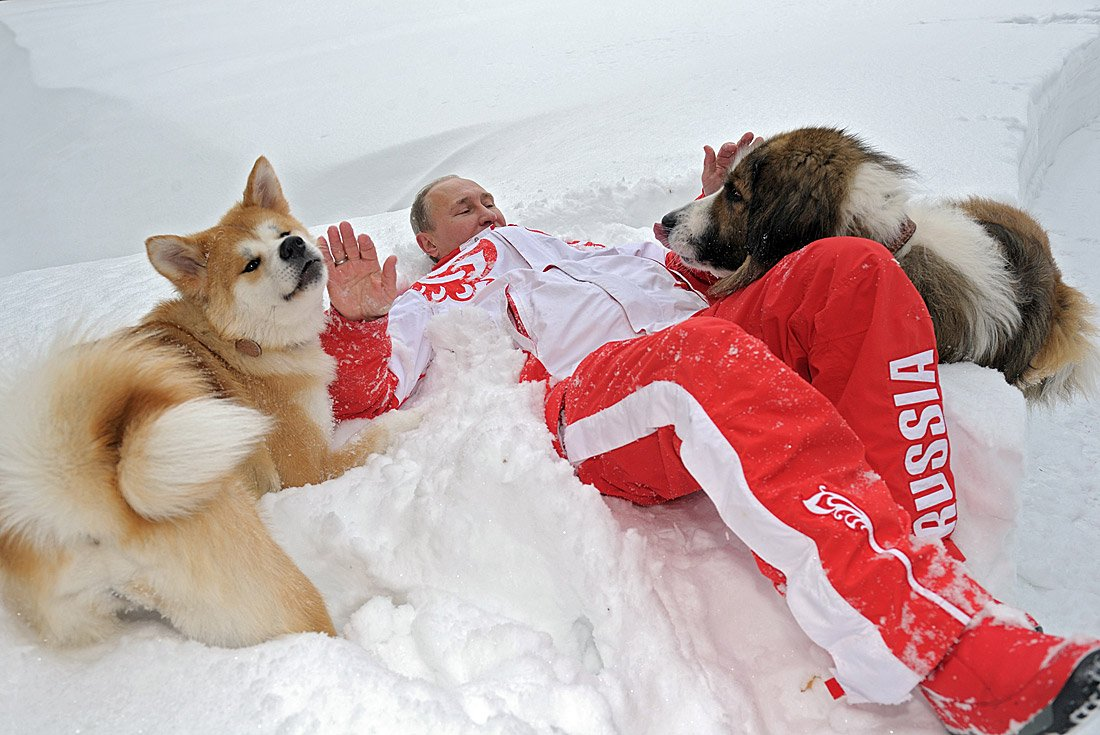
普丁同夢和巴菲在雪地玩耍，攝於2013年
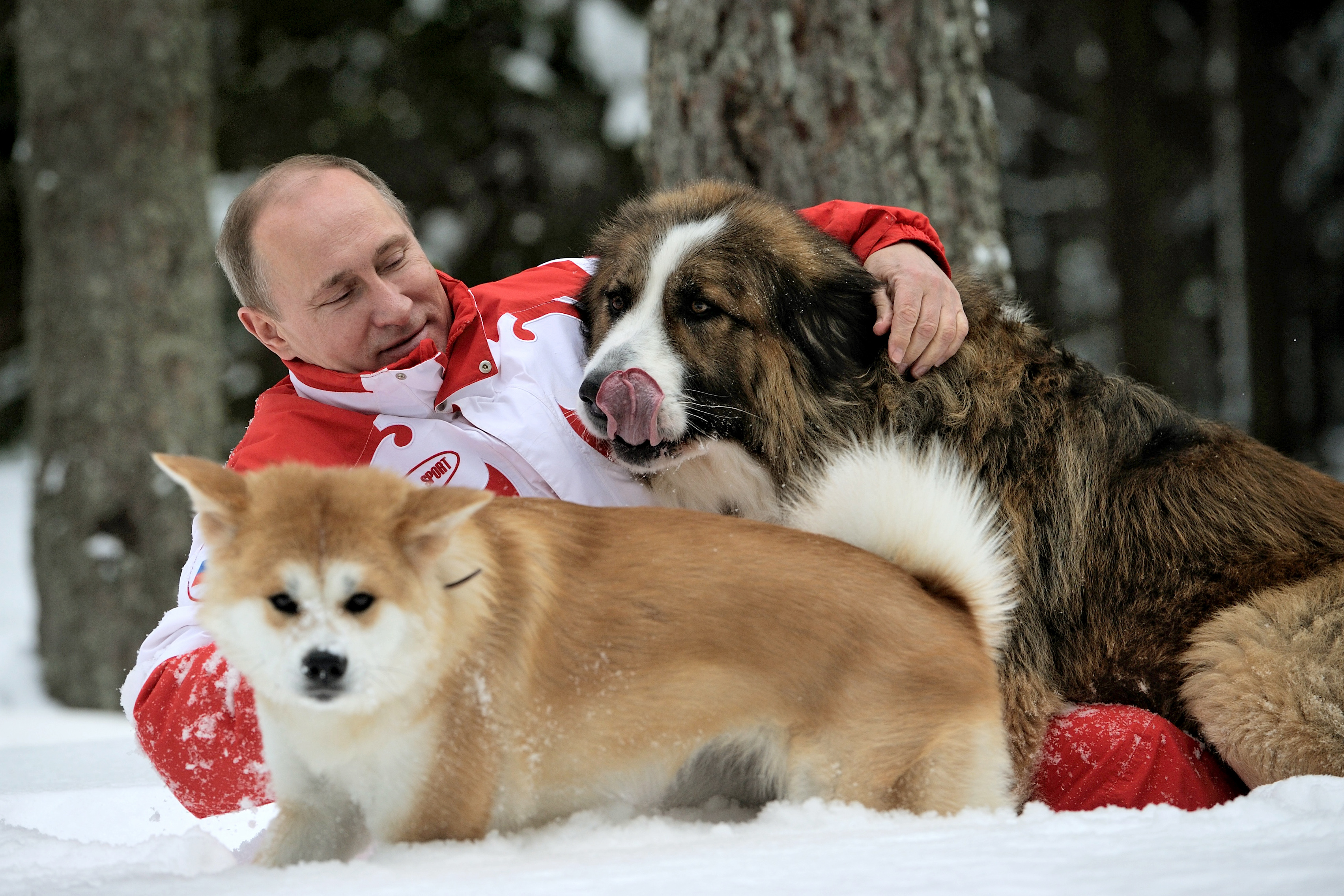
普丁同夢和巴菲在雪地玩耍，攝於2013年
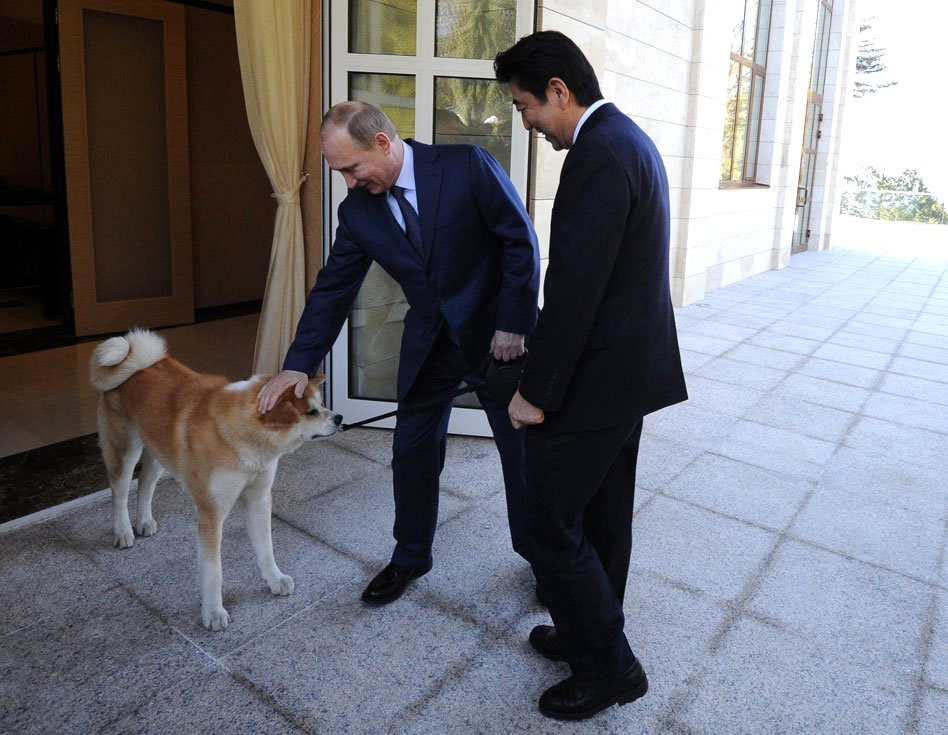
2014年2月，普丁帶著夢會見安倍晉三
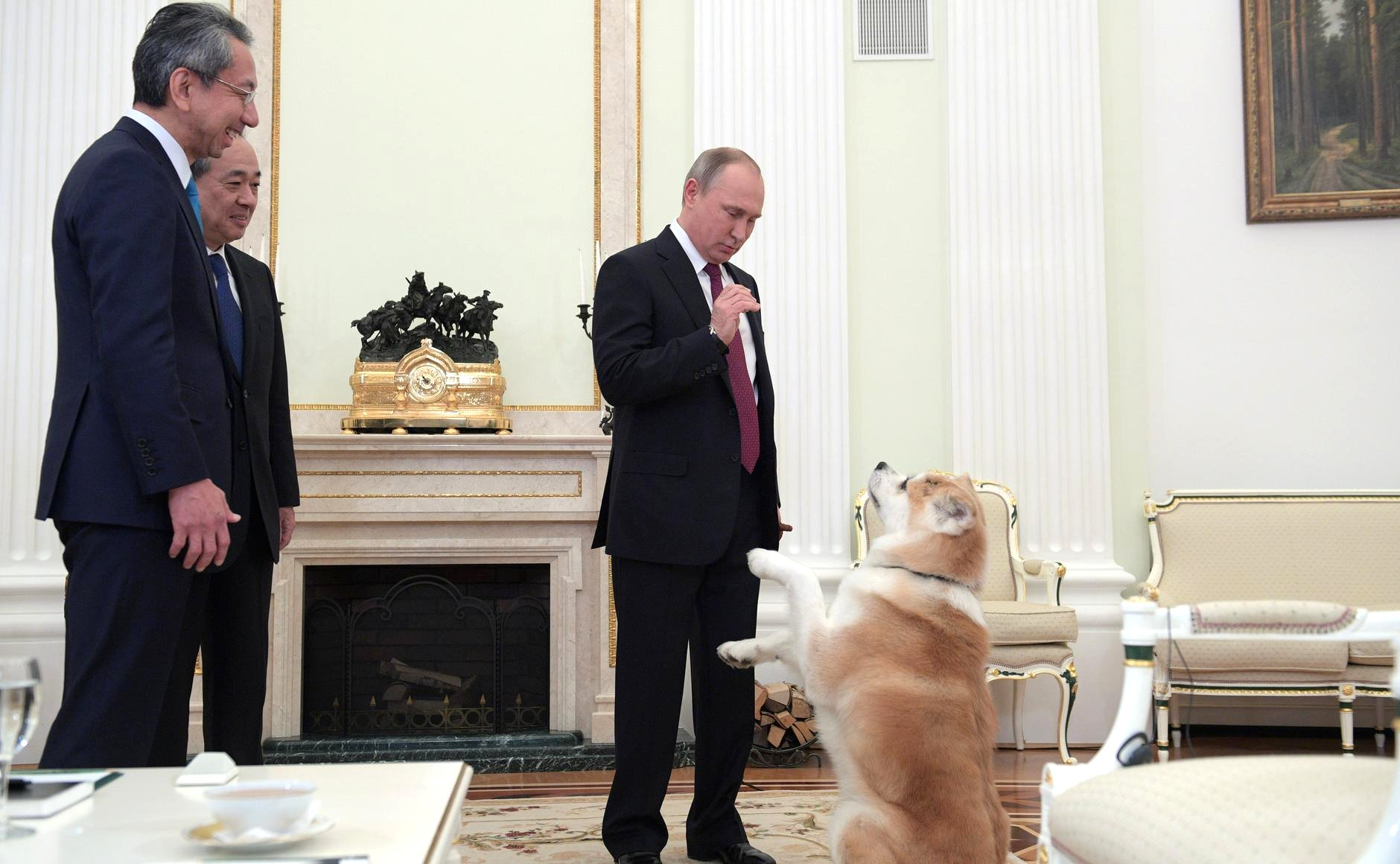
2016年12月13日，普丁帶著夢會見兩名日本記者